# Mads Gernsøe
Mads Magnus Gernsøe (født 9. februar 2004 i Hvidovre, Danmark) er en dansk fodboldspiller, der spiller for Boldklubben Frem. Han er søn til tidligere fodboldspiller Michael Gernsøe, som spillede bla. for Cercle Brugge og Fremad Amager.

## Karriere

### Boldklubben Frem
Den 6. februar 2024 skiftede Mads Gernsøe fra Fremad Amager til BK Frem.
Den 1. juni 2024 debuterede Mads for Frem i en 3. divisionskamp imod VSK Aarhus, som endte med et 0-3 tab på Valby Stadion.
Den 12. juni 2024 forlængede Mads kontrakten med Frem.
Den 6. august 2024 scorede Mads Gernsøe et hattrick i en DBU Pokalkamp imod Bagsværd Boldklub, som endte med en 1-6 sejr på Bagsværd Stadion.